# Dinastia filipina
A dinastia filipina ou dinastia de Habsburgo foi a dinastia real que reinou em Portugal durante o período de união pessoal entre este país e a Espanha, isto é, em que o Rei de Espanha era simultaneamente o Rei de Portugal.
Os três reis da dinastia filipina pertenciam à Casa de Habsburgo e governaram em Portugal entre 1580 e 1 de dezembro de 1640. Foram:
- Filipe I de Portugal e II de Espanha r. 1580–1598;
- Filipe II de Portugal e III de Espanha r. 1598–1621;
- Filipe III de Portugal e IV de Espanha r. 1621–1640.

## Ascensão à Coroa Portuguesa
A dinastia filipina subiu ao trono português na crise sucessória de 1580, aberta com o desaparecimento de Sebastião de Portugal na batalha de Alcácer-Quibir sem descendentes, e com a derrota do legítimo sucessor, o seu tio-avô o Cardeal-Rei D. Henrique, igualmente sem descendência quando morreu.
Com o fim da linha directa de João III de Portugal, havia três hipóteses de sucessão:
1. Catarina de Portugal, neta de Manuel I de Portugal, esposa de João I, Duque de Bragança ou;
2. o seu filho adolescente Teodósio;
3. António, Prior do Crato, neto de Manuel I, mas tido pela sociedade da época como ilegítimo;
4. Filipe de Habsburgo, Rei de Espanha, também neto de Manuel I, por via feminina.

Filipe II de Espanha acabou por ser reconhecido como rei de Portugal, por ser o parente legítimo mais próximo nas Cortes de Tomar de 1581.
No entanto, a ideia da perda de independência levara a uma revolução, sob a liderança do Prior do Crato, que tinha chegado a ser proclamado rei um ano antes, em 1580, tendo lutado até ao fim, chegando a governar até 1583 com corte na ilha Terceira, nos Açores.
O prior do Crato acabaria derrotado, sobretudo pelo apoio da nobreza tradicional e da burguesia a Filipe. Para consegui-lo, Filipe comprometeu-se, naquelas Cortes, a manter e respeitar os foros, costumes e privilégios dos portugueses. O mesmo aconteceria com os ocupantes de todos os cargos da administração central e local, assim como com os efectivos das guarnições e das frotas da Guiné e da Índia. Nelas estiveram presentes todos os procuradores das vilas e cidades portuguesas, excepção feita às açorianas, fiéis ao prior do Crato, que na Terceira resistia. Era o princípio da união pessoal, que vigoraria sem grandes alterações até cerca de 1620, apesar das intervenções inglesas de 1589 nos Açores.
Durante a chamada União Ibérica, os domínios da Dinastia Filipina passaram a formar um dos mais vastos impérios da História, compreendendo territórios em quase todas as partes do mundo.

## Guerra Luso-Holandesa
Durante a Dinastia Filipina, o Império Português sofreu grandes reveses na sua economia ao se ver envolvido nos antigos conflitos do Império Espanhol, que já vinham desde 1568 e a Guerra dos Oitenta Anos, com a Inglaterra, a França e os Países Baixos.
Vemos isso nomeadamente na história do Brasil que antes, durante a administração da Coroa Portuguesa enquanto sua colónia, quem mais financiava e explorava a cana-de-açúcar era a Holanda. Nessa altura, quando a Espanha assume esse vasto território para si disse que ninguém mais pagaria as dividas desse empréstimo e nem mais forneceria a última porque estava em guerra com ela. Isso seria o pretexto da Holanda invadir o Nordeste brasileiro e, mesmo quando foi expulsa daí, depois foi para as Antilhas produzir açúcar de beterraba que seria, a partir daí, uma séria concorrência para Portugal quando se tornou novamente independente.
Em 1581, os territórios que formavam a União de Utrecht, também sob domínio dos Habsburgos, revoltaram-se e depuseram Filipe II de Espanha, declarando a República das Sete Províncias Unidas dos Países Baixos. Após a derrota da Invencível Armada espanhola, em 1588, deu-se uma enorme expansão do comércio marítimo, com os holandeses a transporem a revolta para os domínios marítimos espanhóis. O Império Português, sem autonomia e formado, sobretudo, de assentamentos costeiros, vulneráveis a serem tomados um a um, tornou-se um alvo fácil.
A Guerra Luso-Holandesa foi travada entre 1595 e 1663 com as Companhias Holandesas das Índias Ocidentais e Orientais, que tentavam tomar as redes de comércio portuguesas de especiarias asiáticas, escravos da África ocidental e açúcar do Brasil. Após a perda de numerosos territórios e vários confrontos no Oriente e no Brasil, começaram os ataques nos postos comerciais da costa oeste africana, visando assegurar escravos para a produção de açúcar em territórios conquistados no Brasil. Em 1638, os holandeses tomaram São Jorge da Mina, no actual Gana, Luanda em 1641 e Axim, também no actual Gana, em 1642.
Em 1640, Portugal restaurou a independência, restabelecendo a aliança com a Inglaterra que, embora tenha apoiado inicialmente os Holandeses, em breve os viria a desafiar.
Em 6 de abril de 1652, o mercador da VOC Jan van Riebeeck estabeleceu, perto do Cabo da Boa Esperança, um posto de reabastecimento, que se viria a tornar na Cidade do Cabo, permitindo aos Holandeses dominar a rota do Cabo, de comércio para o oriente. Em 1654, a frota de Salvador Correia de Sá e Benevides conseguiria recuperar o Brasil e Luanda, embora Portugal tenha perdido para sempre a proeminência na Ásia. Os Holandeses, temendo perder os territórios já conquistados, acabariam por selar definitivamente a paz em 1663.

## Restauração da independência
Os reinados de Filipe I e Filipe II foram relativamente pacíficos, principalmente porque a monarquia central pouco interferiu nas questões locais de Portugal, que continuavam a ser administradas por portugueses. A partir de 1630, já no reinado de Filipe III, a situação tendeu para um crescente descontentamento. As numerosas guerras em que a casa de Habsburgo se vira envolvida nos últimos anos, contra os Países Baixos (Guerra dos Trinta Anos) e Inglaterra por exemplo, haviam custado vidas portuguesas e oportunidades comerciais. Duas revoltas locais, em 1631 e 1637, não chegaram a ter proporções perigosas mas, em 1640, o poder militar central ficou reduzido pela guerra com a França que tinha provocado revoltas na Catalunha.
A falta de popularidade da governadora Margarida de Sabóia, duquesa de Mântua e do seu secretário de estado Miguel de Vasconcelos, o lançamento de um novo imposto e a intenção do Conde-Duque de Olivares de usar tropas portuguesas nas zonas catalãs descontentes teria acelerado a revolta. Aproveitando-se da situação da corte de Madrid, onde a ditadura do Conde-Duque de Olivares e uma guerra em múltiplas frentes absorvia os recursos disponíveis, os líderes do partido da independência conduziram uma conjura de palácio em 1 de dezembro de 1640. Vasconcelos foi praticamente a única vítima, tendo sido defenestrado. A 15 de dezembro de 1640 o João II, Duque de Bragança, neto de Catarina de Portugal, foi aclamado rei como D.João IV, dando início à dinastia de Bragança.

## Portugal no Império Habsburgo

Armas da Monarquia Habsburgo após a integração da Coroa de Portugal; o brasão português em ponto de honra, no abismo do chefe.

Inicialmente baseada em ambições dinásticas, a união foi muito impopular entre a burguesia comercial castelhana que teria visto uma formidável concorrência e não novas oportunidades económicas. O Estado centralizado à moda bourbónica surgiria mais tarde e as grandes monarquias europeias do século XVII conjugavam diversos "Parlamentos", "Dietas" e "Cortes" com legislações heterogéneas sob a autoridade da mesma testa coroada.
Resulta muito difícil separar a propaganda exoneratória a posteriori da casa de Bragança dos acontecimentos contemporâneos. A fase final da união das coroas ibéricas foi prejudicial à economia portuguesa devido às guerras travadas na Europa pelos Habsburgo. A partir daí, deu-se um período de declínio político, de endividamento e de dependência económica que diminuíram consideravelmente o poderio lusitano no continente e no mundo colonial sem que a nova dinastia mostrasse especiais aptidões de governação.

## Lista dos territórios

### América
- América Central
- América do Sul
- Estados Unidos
- México
- Brasil

### África
- Ceuta, Tânger, Mazagão, Arzila, Arguim (Feitoria), Guiné, São Jorge da Mina, Fernando Pó e Ano Bom, Costa de Angola, Lourenço Marques, Sofala, bases (Sena, Tete etc.) no vale do Zambeze, Ilha de Moçambique em Moçambique e Mombaça

### Ásia e Austrália
- Índia (Baçaim, Calcutá, Calecute, Cananor, Cochim, Colombo, Chinsura, Damão, Diu, Hughli, Galle, Goa, Masulipatão, Matar, Nagapatão, Ormuz, Pulicate, Serampore, Tranquebar, Tricomale)
- Ceilão
- Filipinas
- Ilhas Carolinas
- Ilhas Marianas
- Ilhas Marshall
- Ormuz (Gerun e Queixome)
- Barém
- Bandar Abbas
- Mascate e várias bases e fortins ao longo de toda a costa de Omã
- Macau
- Timor
- Solor
- Bante
- Flores
- Macassar
- Molucas (Ternate)
- Papua
- Quiribáti
- Palau

### Europa

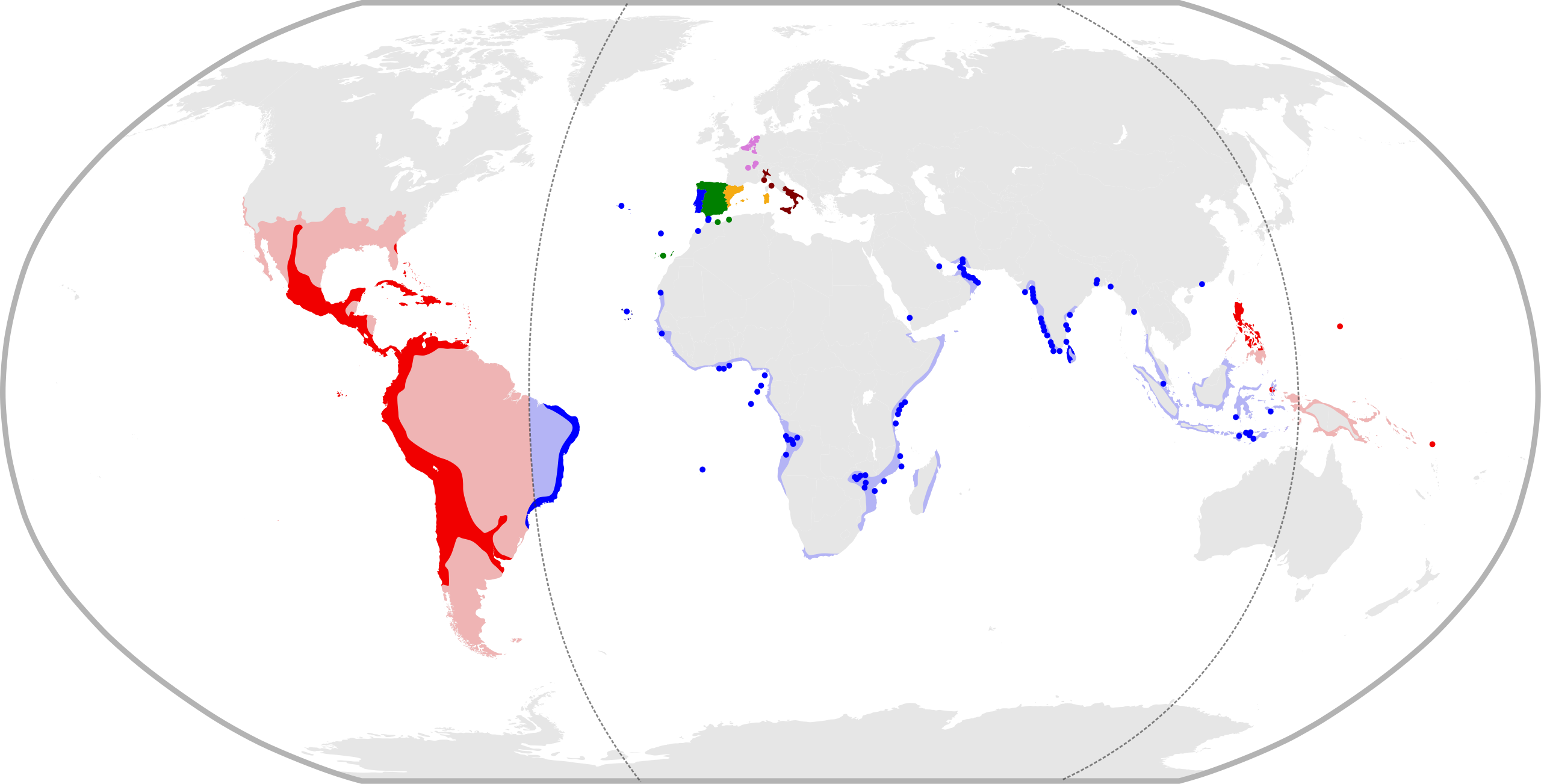
Mapa dos Impérios Espanhol e Português conjuntos em 1598.
Territórios da jurisdição do Conselho de Castela
Territórios da jurisdição do Conselho de Aragão
Territórios da jurisdição do Conselho de Portugal
Territórios da jurisdição do Conselho de Itália
Territórios da jurisdição do Conselho das Índias

- Espanha
- Itália, região sul
- Portugal

#### Sacro Império Romano-Germânico
- Alemanha
- Áustria
- Suíça
- Liechtenstein
- Bélgica
- Países Baixos
- Luxemburgo
- República Checa
- Eslovênia
- França, região leste
- Itália, região norte
- Polónia, região oeste

### Oceania
- Nova Guiné

Área dos Territórios: 52.266.452 km²

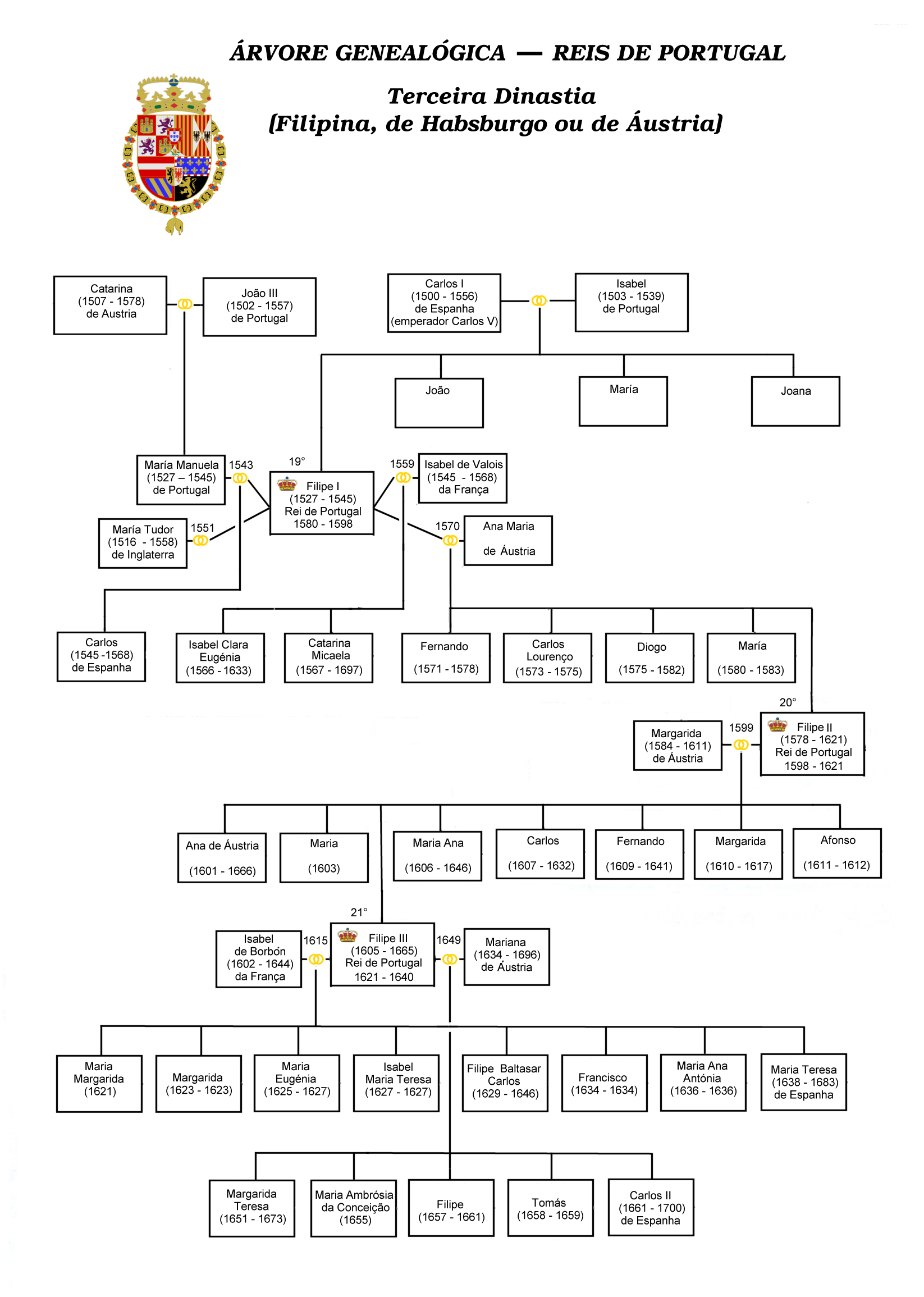
Genealogia da Dinastia de Habsburgo, também chamada de Áustria ou Filipina.